# Bolnički otpad
Bolnički otpad vrsta je otpada koji nastaje pri dijagnozi, liječenju i imunizaciji pacijenata. Kao svaki drugi otpad, mora ga se uređeno zbrinuti. 
Za razliku od većine vrsta otpada, ne smije ga se reciklirati, može ga se spaliti i pirolizirati, od njega se ne može proizvoditi gorivo, ni biološki obraditi, niti ga se smije odložiti na deponij.
Po vrsti ga dijelimo na:
- infektivni, koji je biološki opasan
- opći, koji uključuje ostatke hrane, papir, ambalažu i dr.

Infektivni bolnički otpad sadrži opasne sastojke kao što su šprice, materijali jednokratne namjene, uzgojene kulture bakterija, razne ljudske tjelesne tekućine i izlučevine, zaprljane materijale poput zavoja, pelena, krpa, papira itd. Procjenjuje se da na 4 kg bolničkog otpada 1 kg otpada na infektivni. Smatra se da procjene treba ispraviti za infektivni otpad koji je bačen skupa s općim otpadom, pa je stvarni udio infektivnog otpada veći.
Opći bolnički otpad sličan je istovrsnom otpadu koji nastaje u kućanstvima i uredima.
Infektivni otpad je opasan ako ga se jednostavno baci u javne kontejnere ili kanalizaciju, jer ugrožava zdravlje opće ljudske populacije i zdravlje svih životinja koje dođu s njim u kontakt. Ne smije ga se reciklirati.
S higijenskog gledišta najbolji je način zbrinjavanja infektivnog otpada spaljivanjem na visokim temperaturama, koje steriliziraju bilo kakvu vrstu infektivnog otpada. Infektivni se otpad spaljuje u posebnim pećima. Izgaranje na vrlo visokim temperaturama sterilizira otpad, eliminira rizik zaraze, manje zagađuje zrak i smanjuje obujam otpada na 10% do 30% originalne količine otpada.
Spaljivanje ove vrste otpada vrlo je skupo i mnogi gradovi, regije, i zemlje si ne mogu priuštiti spaljivač otpada. Spaljivanje utječe na okoliš. Izgaranjem spaljivač ispušta u zrak vodikov klorid (HCl), sumporni dioksid (SO2), dušikov oksid, CO2 te mnoge druge tvari koje su štetne okolišu ili upitno utječu na okoliš. Preostali pepeo sadrži mnogo veću koncentraciju štetnih tvari od originalnog otpada. Taj pepeo klasificira se kao toksični otpad te ga se otprema na odlagalište i sl. Zakonski je regulirano koliko ostatnih plinova izgaranjem smije biti ispušteno u atmosferu. Odvagnuvši argumente za i protiv, bolje je ako je moguće priuštiti si spaljivanje infektivnog medicinskog otpada (unatoč tome što spaljivanje do neke mjere štete okolišu), jer uklanja rizik širenja bolesti.